# Juan Carlos Muñoz
Juan Carlos Muñoz (ur. 4 marca 1919 w Avellanedzie, zm. 22 listopada 2009 w Buenos Aires) – piłkarz argentyński, członek słynnego napadu River Plate zwanego La Máquina.
W River Plate grał od roku 1939 do roku 1950. Wraz z takimi piłkarzami jak Ángel Labruna, José Manuel Moreno, Adolfo Pedernera i Félix Loustau współtworzył słynny napad klubu znany pod nazwą La Máquina. Po rozegraniu dla River Plate 184 meczów (w których zdobył 39 goli) Muñoz przeniósł się do Platense, w którym w latach 1951–1953 rozegrał 39 meczów i zdobył 3 bramki.
Wraz z reprezentacją Argentyny wygrał Copa América w 1945 roku.

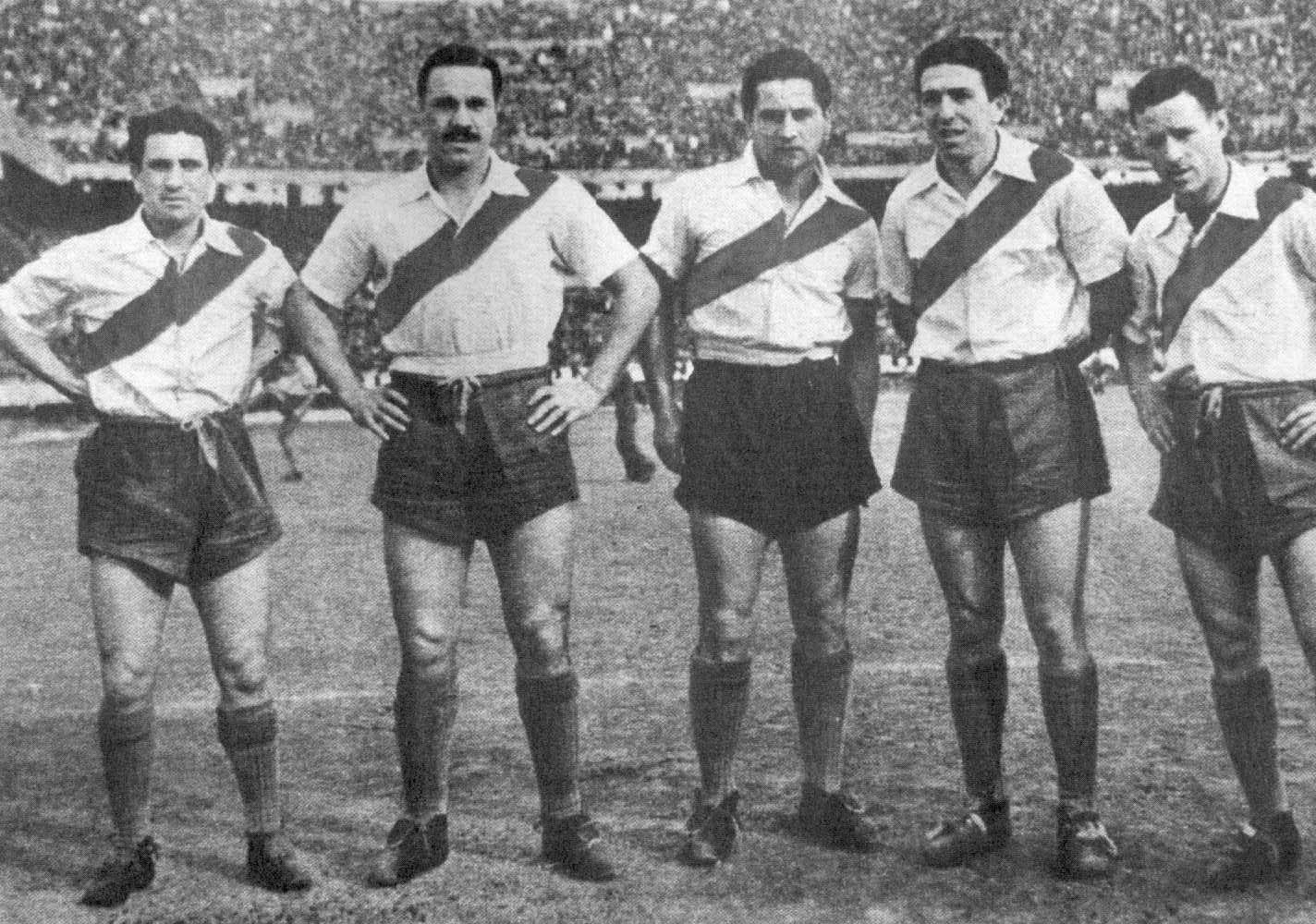
Słynny atak River Plate, zwany La Máquina - od lewej Juan C. Muñoz, José M. Moreno, Adolfo Pedernera, Ángel Labruna i Félix Lousteau